# Houlette
Houlette är en kommun i departementet Charente i regionen Nouvelle-Aquitaine i västra Frankrike. Kommunen ligger  i kantonen Jarnac som ligger i arrondissementet Cognac. År 2022 hade Houlette 395 invånare.

## Befolkningsutveckling
Antalet invånare i kommunen Houlette
Referens:INSEE